# انحياز للسلبية
الانحياز للسلبية (بالإنجليزية: negativity bias)‏ والمعروف أيضا باسم تأثير السلبية (بالإنجليزية: negativity effect)‏ يشر إلى فكرة أنه حتى عند تساوي الشدة، فإن الأشياء ذات الطبيعة الأكثر سلبية (مثل الأفكار أو العواطف أو التفاعلات الاجتماعية غير السارة أو الأحداث الضارة والصادمة) يكون لها تأثير على الحالة النفسية وعلى العمليات النفسية أكبر من تأثير الأشياء المحايدة أو الإيجابية. بعبارة أخرى، فإن الشيء الإيجابي سيكون له تأثير أقل على سلوك الشخص وإدراكه من الشيء السلبي عند تساوي الشدة العاطفية لكلاهما. وقد تم التحقق من الانحياز للسلبية في العديد من المجالات المختلفة، بما في ذلك تشكيل الانطباعات والتقييمات العامة. الاهتمام، والتعلم، والذاكرة. واعتبارات صنع القرار والمخاطر.

## الشرح
اقترح باول روزين وإدوارد رويزمان أربع عناصر للانحياز للسلبية من أجل شرح مظاهرها: الفاعلية السلبية، وهيمنة السلبية، والتمايز السلبي، والتدرجات السلبية الأكثر انحدارًا.
الفاعلية السلبية: تشير إلى المفهوم القائل بأنه عند تساوي قوة أو عاطفية الأحداث السلبية والإيجابية، لا يكونان بنفس التأثير. لاحظ روزين ورويزمان وضوح صفة الانحياز للسلبية تجريبيًّا في المواقف ممكنة القياس، مثل مقارنة تغير إيجابي وآخر سلبي في درجة الحرارة، وكيفية تفسيره. 
بالنسبة للتدرجات الإيجابية والسلبية، يظهر أن الأحداث السلبية تُستقبل إدراكيًّا بأنها أكثر سلبية عن حقيقتها، مقارنة باستقبال الناس للأحداث الإيجابية بكونها أكثر إيجابية عن حقيقتها، كلما اقترب المرء (مكانيًّا أو زمانيًّا) من الحدث المؤثر ذاته، هناك تدرجات سلبية أكثر انحدارًا عن التدرجات الإيجابية. على سبيل المثال، تُدرك تجربة عملية جراحية وشيكة في الأسنان بصورة سلبية كلما اقترب المرء من موعد العملية الجراحية، وتفوق تلك السلبية الإيجابية التي يدركها المرء عن حفلة وشيكة كلما اقترب موعد الاحتفال (بفرض أن هذين المثالين على نفس الدرجة من السلبية والإيجابية). يجادل روزين ورويزمان أن هذه الصفة مميزة عن الفاعلية السلبية لأنه يظهر أن هناك دليل على منزلقات سلبية أكثر انحدارًا مقارنة بالمنحدرات الإيجابية حتى إذا كانت الفاعلية نفسها منخفضة. 
هيمنة السلبية: يصف هذا المصطلح نزوعًا إلى دمج الأحداث السلبية والإيجابية. من أجل تشويه الواقع لصالح تفسير أكثر سلبية عما يمكن أن يُفسَّر بجمع المكونات الإيجابية والسلبية الفردية. وبمصطلحات علم النفس الغشتالتي، لكون الكل أكثر سلبية من مجموع أجزائه. 
التمايز السلبي: متوافق مع الدليل القائل بأن مفاهيمية السلبية معقدة عن الإيجابية. فمثلًا، يشير البحث العلمي إلى أن الأبجدية السلبية ثرية الوصف للتجارب المؤثرة عن الأبجدية الإيجابية. كما يظهر أن هناك العديد من المصطلحات الموظفة لتشير إلى المشاعر السلبية عن المشاعر الإيجابية. يتوافق مفهوم التمايز السلبي مع فرضية الحركة-التقليل ، والتي تنص على أن الأحداث السلبية، كنتيجة للتعقيد، تتطلب حركية أعظم للموارد الإدراكية من أجل التعامل مع التجارب المؤثرة وجهود أعظم لتقليل العواقب السلبية. 

## الدليل

### الأحكام الاجتماعية وتكوين الانطباعات
تقترح الأدلة المبكرة أن الانحياز للسلبية ينشأ من البحث حول الأحكام الاجتماعية وتكوين الانطباعات، وفيه يصير من الواضح أن المعلومات السلبية أثقل وزنًا عندما يُطلب من المشاركين أن يكوِّنوا انطباعات وتقييمات شاملة عن أفراد مستهدفين. وعمومًا، عندما يُقدم للناس طائفة من المعلومات الوصفية حول فرد ما، لا تكون تلك الصفات «متوسطة» ولا «قصوى» للوصول للانطباع النهائي. عندما تختلف تلك الصفات بالنسبة لإيجابيتها وسلبيتها، تؤثر الصفات السلبية بصورة غير متناسبة على الانطباع النهائي. يتوافق ذلك مع مفهوم هيمنة السلبية المشروح آنفًا.
كمثال، فحصت دراسة شهيرة أجراها ليون فستنغر وزملاؤه العوامل الحرجة في توقع تكوين الصداقة، استنتج الباحثون أن تكوين الصداقات من عدمها يمكن توقعه بقوة بقرب الأفراد من بعضهم. وضح إيبسين، وكجوس، وكونيكني أن القرب نفسه لا يتوقع تكوين الصداقة، ولكنه يخدم في مضاعفة المعلومات ذات الصلة بقرار تكوين الصداقة أو عدم تكوينها. تُضخَّم المعلومات السلبية مثل تضخيم المعلومات الإيجابية بالقرب. ولأن المعلومات السلبية تنزع إلى ترجيح كفتها، ربما يتوقع القرب فشل تكوين صداقات عن الصداقات الناجحة.
من التفسيرات المطروحة حول تأثير الانحياز للسلبية في الأحكام الاجتماعية، أن الناس يعتبرون المعلومات السلبية أكثر تشخيصًا لصفات الفرد عن المعلومات الإيجابية، أي أنها أفضل لتكوين الانطباع العام عنه. هذا التفسير مدعوم بثقة عالية في دقة تكوين الانطباع عندما يُشكَّل على أساس الصفات السلبية مقارنة بتشكيله من الصفات الإيجابية. يعتبر الناس المعلومات السلبية أكثر أهمية لتكوين الانطباع، وعندما تكون متاحة لهم، تملأهم الثقة.
من المعضلات الشهيرة في هذا الصدد ، قد يكون هناك شخص خائن يتصرف في مرات قليلة بأمانة، ولكنه يُعتبر من الناس خائنًا على أي حال، وعلى الجانب الآخر، قد يُعتبر الأمين الذي يقوم ببعض الأفعال غير الأمينة خائنًا. من المتوقع أن يكون الخائن أمينًا أحيانًا، لكن تلك الأمانة ستتعارض مع مظاهر الخيانة التي أظهرها من قبل. كما تزول صفة الأمانة بسهولة ببعض الأفعال غير الأمينة. لن تكون الأمانة نفسها علامة تشخيص للطبيعة الأمينة، ولكن غياب الخيانة فقط. 
يظهر افتراض دقة المعلومات السلبية في تشخيص صفات الفرد بجلاء في أنماط التصويت الانتخابي. يظهر أن سلوكيات التصويت متأثرة أو مدفوعة بالمعلومات السلبية عن الإيجابية: ينزع الناس إلى الحماس للتصويت ضد المرشح بسبب المعلومات السلبية بصورة تفوق نزوعهم إلى التصويت لصالح مرشح بسبب صفاته الإيجابية. فكما لاحظ الباحث جل كلين، «مواطن ضعف الشخصية كانت أهم من مواطن القوة عند تحديد مصير الصوت الانتخابي».

#### الإدراك
```
كما هو موضح في التمايز السلبي، تتطلب المعلومات السلبية المزيد من موارد معالجة المعلومات والمزيد من الأنشطة عن المعلومات الإيجابية، ينزع الناس إلى التفكير والتعقل بالنسبة للأحداث السلبية عن الأحداث الإيجابية. تشير الاختلافات العصبية أيضًا إلى المعالجة الأكبر للمعلومات السلبية: يظهر المشاركون قدرات متعلقة بالحدث عند القراءة عن الناس المؤديين لأفعال سلبية أو رؤية صور عنهم، عندما تكون تلك الأفعال غير متطابقة مع صفاتهم، مقارنة بقرائتهم للأفعال الإيجابية.
[
21
]
[
15
]
[
7
]
[
16
]
[
22
]
 تؤدي عملية المعالجة الإضافية إلى اختلافات بين المعلومات السلبية والإيجابية في الانتباه والتعلم والذاكرة.
```

### الانتباه
اقترح عدد من الدراسات أن السلبية جاذبة للانتباه دائما. على سبيل المثال، عندما طُلب من المشاركين أن يشكلوا انطباعًا عن مجموعة معينة من الأفراد، قضى المشاركون فترة أطول بالنظر إلى الصور الفوتوغرافية السلبية عن قضائهم الوقت بالنظر إلى الصور الإيجابية. وبصورة مشابهة، سجل المشاركون المزيد من الرمشات عند دراسة الكلمات السلبية عن الكلمات الإيجابية (يرتبط معدل الرمش بالنشاط الذهني) ، كما وجِد أن الناس يظهرون المزيد من الاستجابات الموجهة بعد النتائج السلبية عن النتائج الإيجابية، ومنها زيادة نصف قطر العين ومعدل ضربات القلب والحالة العضلية للشرايين الطرفية.

#### التعلم والذاكرة
التعلم والذاكر من النتائج المباشر للعمليات الانتباهية: كلما كُرِّس الانتباه لشيء ما، كلما زادت احتمالية تعلمه وتخزينه في الذاكرة. تقترح الأبحاث حول تأثير الثواب والعقاب على التعليم أن العقاب على الإجابات الخاطئة أكثر تأثيرًا في تحسين التعليم من الثواب على الإجابات الصحيحة –أي أن التعليم يحدث بسرعة بعد الأحداث السيئة عن الأحداث الجيدة.

#### اتخاذ القرار
ارتبطت دراسات السلبية أيضًا بعملية اتخاذ القرار، خاصة في ما يتعلق بتفادي الخطر أو تفادي الخسارة. عندما قُدِّم موقف يختار فيه الشخص بين ربح شيء ما أو خسارة شيء آخر بناءً على النتيجة، يُعتقد أن الخسائر المحتملة كانت محل مناقشة أعمق من الأرباح المحتملة. يتوافق المزيد من التأمل في الخسائر (أي النتائج السلبية) مع مبدأ الفاعلية السلبية كما اقترحه روزين ورويزمان. تُناقش تلك المسألة المتعلقة بتفادي الخسارة وعلاقتها باتخاذ القرار في أعمال دانيال كانمان وعاموس تفيرسكي ونظريتهما عن الاحتمال. 
من الجدير بالملاحظة أن روزين ورويزمان لم يجدوا أبدًا تفادي الخسارة في اتخاذ القرار. واقتباسًا من ورقتهم فهم يقولون «بالتحديد، لسنا واثقين من أن ربح المال وخسارته يوضحان تفادي الخسارة». يتوافق ذلك مع المراجعة الحديثة التي ضمت ما يزيد عن 40 دراسة لتفادي الخسارة تُركز على مشاكل القرار مع خسائر وأرباح متساوية الحجم. في مراجعتهم، وجد يتشيام وهوخمان (2013) تأثيرًا إيجابيًّا للخسارة على الأداء، والإثارة العصبية اللاإرادية، ووقت الاستجابة في مهام اتخاذ القرار، ويقترحون أن ذلك بتأثير الخسائر على الانتباه. ووضعوا «انتباه الخسارة» عنوانًا لذلك.